# Javier de la Torre
Javier de la Torre (Aguascalientes, 19 dicembre 1923 – 26 novembre 2006) è stato un allenatore di calcio e calciatore messicano, di ruolo centrocampista.

## Carriera
Ha legato il suo nome al Chivas per 26 anni (37 contando anche le giovanili): ha vinto 9 titoli nazionali, tra cui 5 campionati (1961, 1962, 1964, 1965 e 1970), e la Champions League nordamericana nel 1962. In seguito è stato anche CT del Messico.
Nel 1976 ha la sua prima e unica esperienza statunitense, chiamato alla guida della neonata franchigia dell'American Soccer League dei Oakland Buccaneers, per disputare il torneo 1976. Lasciò l'incarico per gli enormi problemi economici del club, che chiuderà l'attività dopo una sola stagione.

## Palmarès

### Giocatore
- Copa de Oro de Occidente: 3

Chivas: 1954, 1955, 1956

### Allenatore

#### Competizioni nazionali
- Campionato messicano: 5

Chivas: 1960-1961, 1961-1962, 1963-1964, 1964-1965, 1969-1970
- Copa México: 1

Chivas: 1961-1962
- Campeón de Campeones: 3

Chivas: 1961, 1964, 1965

#### Competizioni internazionali
- CONCACAF Champions' Cup: 1

Chivas: 1962